# Mariaagélas
Mariaagélas est le quatrième roman de la femme de lettres canadienne Antonine Maillet. L'auteure obtient le Grand prix du livre de la Ville de Montréal en 1974 ainsi que le prix des Volcans et le prix France-Canada en 1975.